# 福岡県立小倉東高等学校
福岡県立小倉東高等学校（ふくおかけんりつこくらひがしこうとうがっこう）は、福岡県北九州市小倉南区田原五丁目にある公立高等学校。全日制普通科。通称は「東高（ひがしこう）」。

## 歴史
- 1978年11月1日 - 福岡県立小倉高等学校内に設立準備室を設置。
- 1978年12月25日 - 福岡県条例により設立公布。
- 1979年4月5日 - 開校。
- 1994年3月26日 - 野球部、第66回選抜高等学校野球大会初出場、ベスト8進出。
- 1996年3月29日 - 野球部、第68回選抜高等学校野球大会（2年ぶり2回目）出場、初戦突破。

## 校訓
- 美しい心 努力する力

## 校歌
- 作詞：飯田正廣
- 作曲：宮崎昇

## 通学区
- 福岡県第2学区（北九州市門司区・小倉北区・小倉南区・戸畑区）

## 交通アクセス
最寄りの鉄道駅
- JR九州 日豊本線 下曽根駅

最寄りのバス停
- 西鉄バス北九州「小倉東高校前」バス停

最寄りの道路
- 国道10号曽根バイパス
- 田原貫1号線

## 部活動
体育部
- サッカー部
- 野球部
- バレーボール部
- バスケットボール部
- バドミントン部
- 卓球部
- 剣道部
- 陸上部
- 総合運動部

文化部
- 吹奏楽部
- 音楽部
- 美術部
- 創作部
- 書道部
- 茶道部
- 家庭部
- 茶道部
- 写真部
- 放送部
- ボランティア部

## 著名な出身者

### アート・文芸
- 吉崎エイジーニョ - スポーツライター
- 川保天骨 - 雑誌・書籍編集者、写真家、空手家、音楽・映像プロデューサー

### 芸能
- ルーシー - DJ・ラジオパーソナリティー・タレント
- 越野新平 - お笑い芸人（ザ・プレジデント）

### スポーツ
- 豊原哲也 - 元プロ野球選手・阪神タイガース
- 大瀬戸一馬 - 陸上選手、100m元高校記録保持者・100m元ジュニア日本記録保持者

### 政治
- 窪田龍一 - 江戸川区議会議員（旧姓：吉川）

## 周辺
- 北九州市立田原中学校
- 北九州市立曽根中学校
- 北九州市立曽根小学校
- 文化記念公園